# بيرتراندا بوسو
بيرتراندا بوسو (بالفرنسية: Bertrand Bossu)‏ (14 أكتوبر 1980 بكاليه في فرنسا - ) هو لاعب كرة قدم فرنسي في مركز حراسة المرمى. لعب مع أولدهام أثلتيك وروشدين ودايموندز ونادي أبردين ونادي أكرينغتون ستانلي ونادي بارنت ونادي غيلينغهام ونادي لانس ونادي والسول ونادي كاليه ‏ ونادي هايز ونادي كرو ألكساندرا وUnion Sportive Gravelines Football ‏ ونادي توركي يونايتد وHarlow Town F.C. ‏ ودارلينجتون إف سى.

## وصلات خارجية
- بيرتراندا بوسو على موقع قاعدة بيانات كرة القدم.إي يو (الإنجليزية)
- بيرتراندا بوسو على موقع Soccerbase.com (لاعب) (الإنجليزية)